# Pyrbaum
Pyrbaum er en købstad (markt) i Landkreis Neumarkt in der Oberpfalz i Oberpfalz i den tyske delstat Bayern.

## Geografi
Pyrbaum ligger som den vestligste kommune i Regierungsbezirket Oberpfalz, sydøst for Nürnberg på en højde med et stort skovområde.
Markt Pyrbaum kaldes også „Tor zur Oberpfalz“, Porten til Oberpfalz var den første kommune i Bayern, der i forbindelse med områdereformen allerede 1. oktober 1970 gennemførte en frivillig sammenlægning af med kommunerne Seligenporten, Rengersricht og Oberhembach. Pyrbaum regnes også for den kommune i Bayern med det største sammenhængende skovområde.

### Inddeling
I kommunen ligger ud over Pyrbaum 13 landsbyer og bebyggelser:
| - Seligenporten - Rengersricht - Schwarzach - Oberhembach - Pruppach - Dennenlohe - Neuhof - Dürnhof - Asbach - Birkenlach - Münchsmühle - Neumühle - Straßmühle |

## Kultur og seværdigheder
I landsbyen Seligenporten ligger det tidligere cistercienserkloster-Seligenporten